# غيرشون أغرون
جيرشون هاري أغرون (بالعبرية: גרשון אגרון، وُلد: أغرونسكي؛ 7 يناير 1894 [التقويم الشرقي 27 ديسمبر 1893] - 1 نوفمبر 1959) كان محررًا صحفيًا إسرائيليًا، و سياسيًا، وعمدة القدس الغربية بين عامي 1955 ووفاته في 1959.
كان أغرون صهيونيا منذ شبابه، انضم إلى الفيلق اليهودي وشارك في القتال في فلسطين في نهاية الحرب العالمية الأولى؛ وكان قد لفت انتباه منظمة الصهيونية الأمريكية منذ البداية، وسرعان ما أصبح المتحدث الرسمي باسم اليهود الأمريكيين.
ثم انضم إلى اللجنة الصهيونية كمسؤول صحفي وساهم في توسيع وكالة الأنباء اليهودية عند عودته إلى الولايات المتحدة، حيث شغل منصب رئيس التحرير. كان يضغط من أجل إنشاء فلسطين تحت الانتداب البريطاني، وهاجر إليها بشكل دائم في عام 1924، حيث ترأس مكتب الصحافة في اللجنة التنفيذية الصهيونية. وبما أنه كان يفتقر إلى وكالة صحفية وكان طموحًا لإنشاء صحافة صهيونية، أسس صحيفته الخاصة "جيروزاليم بوست"، التي أعيد تسميتها لاحقًا إلى "جيروزالم بوست" بعد تأسيس إسرائيل؛ كما غير اسمه من أغرونسكي إلى أغرون في نفس الوقت.
استمر أغرون في العمل كمسؤول صحفي، مروجًا للصهيونية، في الحكومة الجديدة، وأصبح عمدة القدس الغربية في عام 1955. وقد قاد التطوير في هذا الدور، وتوفي في منصبه، ويقال إنه توفي بسبب لعنة. وكان يعتبر من المؤيدين المؤثرين للصهيونية.

## الحياة المبكرة والتعليم
وُلِد غيرشون هاري أغرون، الذي كان يُدعى في البداية غيرشون هاري أغرونسكي، في مدينة مينا بمقاطعة تشيرنيهيف في الإمبراطورية الروسية (التي تُعرف اليوم بأوكرانيا)، وذلك في 27 ديسمبر 1893، لوالديه يهودا أغرونسكي وشايندل ميرينبرغ. كان جده لأمه حاخامًا، وكان والديه يأملان أن يصبح هو أيضًا حاخامًا. تلقى تعليمًا طفوليًا مبنيًا على التقاليد اليهودية في أوروبا الشرقية بشكل عام، قبل أن يهاجر مع أسرته إلى الولايات المتحدة عام 1906. نشأ في فيلادلفيا، حيث التحق بمدرسة ميشكين إسرائيل التلمودية ومدرسة براون التحضيرية، وأصبح صديقًا لإسرائيل غولدشتاين. عندما كانا في الرابعة عشرة من عمرهما، أسس أغرون وغولدشتاين نادي الصبية الصهيوني في فيلادلفيا. وفي وقت لاحق، انتقلت الأسرة للعيش في نيويورك، حيث عمل أغرون في دفع عربة يدوية في حي الملابس.:39
التحق غيرشون هاري أغرون بعدة جامعات في فيلادلفيا: جامعة تيمبل، كلية غراتز، كلية دروبسي، وجامعة بنسلفانيا. قدمت له دراسته الجامعية مقدمة عن العالم الغربي، لكنه لم يصبح أمريكيًا بالكامل. كان أغرون صهيونيًا عماليًا متشددًا، وهو ما أثر في اختياره للالتحاق بجامعة تمبل في عام 1914؛:201 بحلول عام 1917، أصبح ناقدًا قويًا للصهيونية العمالية وأصبح صهيونيًا عامًا. قبل دخوله جامعة تمبل في عام 1914، كتب أغرون إلى آرثر روبين، الذي كان في ذلك الوقت ضابطًا في المنظمة الصهيونية العالمية في يافا، معبرًا عن رغبته في الاستقرار في فلسطين، وطالبًا نصيحته حول ما إذا كانت الزراعة أو الهندسة ستكون الطريق المهني الأكثر فائدة للمشروع الصهيوني. ورغم أن روبين كان في صعوبة في الرد، إلا أنه اقترح الهندسة.
في عام 1915، بدأ أغرون العمل كصحفي في الولايات المتحدة للصحف اليهودية بالإنجليزية واليديشية. كانت أولى وظائفه الصحفية هي كتابة النعي ثم الافتتاحيات لصحيفة "العالم اليهودي" في عام 1915، وهو ما تخلى من أجله عن تدريبه كحاخام، ثم أصبح رئيس تحرير صحيفة "داس يوديشه فولك" التابعة لمنظمة الصهيونية العالمية في عام 1917، والتي انتقل بسببها إلى نيويورك. كما كان يجيد اللغة العبرية. في مارس 1918، كان أغرون عضوًا سنويًا مسجلًا في جمعية النشر اليهودية، وكان يقيم في شارع جاكسون 731 في فيلادلفيا.

## الحياة المهنية

### 1918–1920: الفيلق اليهودي

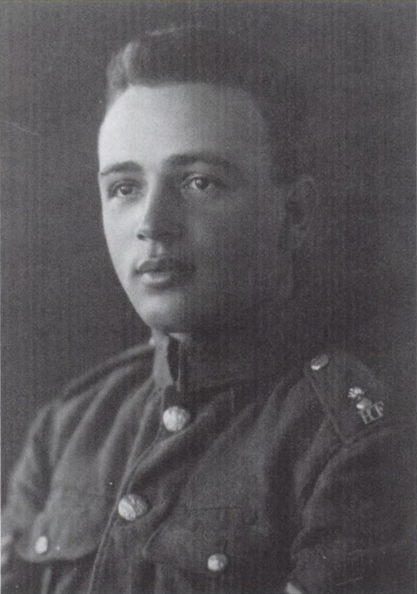
أغرون يرتدي زي الفيلق اليهودي، 1918

انضم أغرون إلى الفيلق اليهودي في أبريل 1918، حيث أصبح عريفًا ثم رقيبًا أول خلال تدريباته في وندسور (كندا) وبلموث (إنجلترا). ضمن الفيلق، كان جزءًا من الكتيبة الأربعين من فوج الفيوزليير الملكي. في كندا، تولى أغرون – مع دوف يوسف ولويس فيشر، وإخوة برينين – مسؤولية التجنيد للفيلق، وقاموا بتجنيد العديد من الأفراد، من بينهم ديفيد بن جوريون. تم اختيار أغرون "منذ البداية" ليكون المتحدث باسم اليهود الأمريكيين، وكان تقدمه ذا أهمية لمسؤولي المنظمة الصهيونية الأميركية. أشار الكاتب اليهودي موسى ز. فرانك عند لقائه بالمجندين في مونتريالإلى أن "غرسون أغرونسكي ولويس فيشر تميزوا بين جميع المتطوعين". لقاء أغرون مع الصهاينة البارزين في لندن ووجوده بين الشبان الآخرين الذين يشاركونه نفس القضية المتمركزة في فلسطين، رفع من معنوياته وزاد من إيمانه بالصهيونية، وبالأخص الصهيونية الأمريكية. خلال زياراته إلى لندن، أصبح أغرون متحدثًا عامًا عن الصهيونية؛ وتم تخفيض رتبته مرتين بسبب غيابه عن الخدمة لأداء مثل هذه العناوين، حيث تم تقليص رتبته إلى جندي.
قاتل أغرون في فلسطين العثمانية خلال الحرب العالمية الأولى، حيث كان يرسل التقارير من الجبهة لصالح منظمة الصهيونية الأمريكية. في عام 1919، كتب أغرون كتيبًا بعنوان "مسح للكتائب اليهودية" للجنة الصهيونية، حيث "استعرض بحماس" حماسة اليهود الأمريكيين للفيلق بعد إعلان الحرب، مسلطًا الضوء على المبادئ الصهيونية للمجندين. كان تقريره مثاليًا، حيث ركز على النجاح والروابط الثقافية، متجنبًا الإشارة إلى العديد من النزاعات الشخصية والإحباطات الأخرى بين المجندين؛ وبعد شهور من نشره، أعرب أغرون عن استياءه من كلماته، بما في ذلك لطفه في كتابة أن حظ الجنود الإنجليز في عدم تمركزهم في صحراء تل الكبير مع الأمريكيين كان أمرًا عرضيًا. ومع ذلك، كان قد كتب بنبرة "متحفظة" عندما أشار إلى أن المجندين الإنجليز في الفيلق الذين لم يهتموا بالصهيونية قد قاتلوا في فلسطين، بينما لم يُمنح المجندون الأمريكيون الصهاينة الفرصة للقتال هناك. قد تكون الانطباعات الإيجابية التي أعطاها عن البريطانيين قد ساعدت القضية في الحصول على موافقتهم على الانتداب في فلسطين. تم تسريح أغرون محليًا في 1920؛ وقضى آخر أشهره في الجيش في العمل في غرفة التنظيم، وعندما اكتشف أن سجلات الفيلق من المحتمل أن تُدمّر لاحقًا، "استعار هذه الأوراق لحفظها".
في نيويورك عام 1922، ساعد أغرون في تأسيس منظمة الفيلق اليهودي الأمريكي، حيث شغل منصب رئيسها الأول. كان الهدف من هذه المنظمة، من بين أهداف أخرى، "استيطان الجنود اليهود السابقين في فلسطين". وكان أغرون من أوائل الأمريكيين الذين استقروا بشكل دائم في فلسطين.

### 1921–1932: أدوار مكتب الصحافة
بعد تسريحه من الفيلق اليهودي، أصبح أغرون عضوًا في اليشوف، مُستقرًا في القدس. من 1920 إلى 1921، عمل في مكتب الصحافة التابع للجنة الصهيونية كملحقعلاقات عامة هناك؛ وفي عام 1921، أصبح رئيس مكتب الصحافة التابع للجنة الصهيونية، وهو المنصب الذي قاده إلى الولايات المتحدة على متن السفينة "روتردام" في أبريل من نفس العام، كعضو في وفد المنظمة الصهيونية العالمية برئاسة حاييم وايزمان مع ألبرت أينشتاين، مناحم أوسيشكين، شلومو جينوسار، وبن صهيون موسنسون. أسس هذا الوفد صندوق "كيرين هايسود". ثم انتقل أغرون إلى الولايات المتحدة في 1921 للمساعدة في إنشاء مشروع جديد على مستوى عالمي، وهو مكتب المراسلات اليهودية (وكالة التلغراف اليهودية؛ JTA)، الذي كان مقره في نيويورك ليصبح رئيس تحرير الأخبار فيه. وعند توليه مسؤولية وكالة JTA، ترك أغرون رسميًا "كيرين هايسود"، حيث كان يعتبر نفسه أولًا صحفيًا ويرغب في الابتعاد عن البيروقراطية التابعة للمؤسسة.
كانت أنشطة أغرون في الولايات المتحدة خلال هذه الفترة تركز على الترويج للصهيونية لدى المؤسسات السياسية وجمع التبرعات لفلسطين. في يونيو 1921، نشر أغرون بعض المراسلات التي أجراها مع الرئيس وارن ج. هاردينغ، نائب الرئيس كالفين كوليدج، والسفير البريطاني غيديس، مُظهرًا للجمهور أنهم جميعًا قدموا أشكالًا من الدعم للدولة اليهودية في فلسطين. وفيما يتعلق بجمع التبرعات لصندوق "كيرين هايسود"، قال في هذا الوقت إن أكثر من 4 مليون دولار قد تم التعهد بها من قبل الأشخاص في الولايات المتحدة. في ديسمبر 1921، كتب كالفين كوليدج إلى أغرون، طالبًا منه مساعدته في نشر أعمال كاتب صهيوني في الولايات المتحدة؛ كان الاثنان صديقين في ذلك الوقت: ففي عام 1919، أشاد أغرون بمقالة كتبها جابوتنسكي، وفي عام 1920، كان أغرون يقيم في منزل جابوتنسكي، "رافاكيا".
حتى عودته إلى فلسطين في عام 1924، ظل أغرون رئيس تحرير وكالة الصحافة اليهودية (JTA) وكان مراسلًا لليشوف في الصحف ووكالات الأنباء الدولية، خصوصًا البريطانية والأمريكية، بما في ذلك صحيفة التايمز، "مانشستر غارديان"، "ديلي إكسبريس"، و"يونايتد برس إنترناشونال". كان متعجلاً للانتقال إلى فلسطين، لكنه كتب أنه لم يرغب في العودة إلا بعد أن يكون قد أقام علاقات مهمة في مجال الصحافة، واختار العودة إلى اليشوف في عام 1924. في هذا الوقت، أصبح مديرًا لمكتب الصحافة التنفيذي الصهيوني، وعاد إلى القدس؛ وكان هذا الدور يتماشى مع، وكان يُعرف أيضًا بمفوض علاقات الصحافة في القسم السياسي للوكالة اليهودية ورئيس مكتب الصحافة الحكومي (GPO).
في عام 1924، حدد أغرون أهدافه لوايزمان:
بالطبع، لا يمكن هنا استخدام المطرقة الثقيلة. يجب أن يكون الأمر خبيثًا. أي محاولة لدفع الدعاية إلى وكالات الأنباء أو الصحف بالقوة ستؤدي فقط إلى تلقي ردود رفض. كما هو الحال، فإن عرض مقالين أو ثلاثة غير صهيونيين يجعل حتى المقال الصهيوني الصريح مقبولًا. على الرغم من أن كتاباتي قد لا تتناول الصهيونية أو حتى أي شيء يهودي، إلا أنها تنبض بروح التفاؤل البناء، مما يهيئ القارئ لرؤية أن في فلسطين هناك حالة من "الطبيعية"، حيث يمكن اعتبار إعادة البناء الصهيوني أمرًا مفروغًا منه.
بصفته مديرًا للصحافة الصهيونية وفلسطين اليهودية، كانت واجباته الرئيسية هي الدفاع عن مصالح "اليشوف" أمام العالم، وتشجيع السياحة والهجرة من خلال بناء علاقات مع وسائل الإعلام العالمية. كما كانت وكالة الصحافة الحكومية (GPO) تنشر وسائل إعلام خاصة بها، مثل النشرة الأسبوعية "أخبار من أرض إسرائيل"، المتوفرة بعدة لغات. على الرغم من علاقاته الإعلامية الدولية، فشلت محاولات أجورن لنشر مقالاته المؤيدة للصهيونية بشكل منتظم عبر وكالة أسوشيتد برس طوال العشرينات؛ إذ كانت الولايات المتحدة، التي كان يقيم فيها في البداية ومن ثم يرسل منها المقالات إلى القدس، تتمتع بمشهد إعلامي قائم على العزلة وكان من غير المستحسن نشر أخبار "اليشوف".
على الرغم من أن الصحافة كانت مهنة بارزة بين الصهاينة، إلا أن أجورن كان الصحفي الوحيد ذو الخبرة في الصحافة باللغة الإنجليزية في فلسطين، وكان مطلوبًا بشدة عندما تحظى الأحداث المحلية باهتمام دولي. فعندما وقع زلزال أريحا عام 1927، كتب أجورن لعدة خدمات أخبارية وأرسل تقاريره باستخدام اسم زوجته بعد أن عقد صفقة حصرية مع خدمة هيرست العالمية. في هذا الوقت، كتب أيضًا لصحيفة "كريستيان ساينس مونيتور" المسيحية العلمية، بصفته مراسلًا من القدس، ولصحيفة "فلسطين الجديدة". واستمر في أدواره العامة، حيث كان ممثلًا لمنظمة الصهاينة الأمريكيين في القدس في سبتمبر 1929.

### 1932–1948: صحيفة فلسطين بوست
بعد صفقة هيرست، بدأ أجورن كتابة "نشرة فلسطين" لوكالة أنباء اليهود (JTA)، التي كانت توزع في جميع أنحاء العالم العربي. قيل له أنه سيكون لديه السيطرة التحريرية على النشرة، لكنه لم يحصل على هذه الحرية، مما جعله يفكر في تأسيس صحيفته الخاصة. تطورت رغبة أجورن في تأسيس صحيفة ذات هدف سياسي بعد أعمال الشغب في فلسطين عام 1929. في عام 1932، اقترح صحيفة باللغة الإنجليزية لفلسطين على تيد لوري، وهو مستوطن أمريكي شاب آخر في اليشوف. استثمر لوري الفكرة على الفور واستدان من والده لاصطحاب أجورن إلى لندن لرفع الأموال لبدء "صحيفة فلسطين"، ونجحا في ذلك ليصدر العدد الأول في 1 ديسمبر 1932. في البداية، كانت الصحيفة تُوزع في فلسطين ويبلغ توزيعها 1,200 نسخة، وكان يقرأها في الغالب الجنود البريطانيون والمهاجرون الألمان؛ قام أجورن بتكييف المحتوى ليتناسب مع القراء، مثل تضمين نتائج الكريكيت والرسوم الكاريكاتورية. كانت الصحيفة مرتبطة ارتباطًا وثيقًا بحزب العمل الإسرائيلي (ماباي في البداية) من البداية، ولم يكن أجورن أو المحررون اللاحقون يخجلون من حقيقة أن الصحيفة كانت تهتم أكثر بالدعوة لإنشاء دولة من حرية الصحافة. تم دعم الصحيفة لاحقًا من قبل الوكالة اليهودية.
اعترف أجورن بالعديد من تحيزاته الصهيونية، قائلاً إنه تحت رئاسته، قامت صحيفة "ذا بوست" بتقليص معارضة العرب لإسرائيل وتهوين وجهات نظر الفلسطينيين العرب عمداً. لويس فيشر، زميله في "الليجيو اليهودي" وصديقه ولكن خصمه أيضاً، كان أكثر اهتمامًا بالأيديولوجية الروسية والشيوعية؛ ووصف عمل أجورن الصحفي على أنه دعاية صهيونية خالصة و"اعتبرها خيارًا مهنيًا ضعيفًا". لكن الباحث ماثيو سيلفر قال إن فيشر كان "غير عادل" في هذه التوصيفات، مشيرًا إلى أن "دعاية أجورن غير المباشرة"، التي نشأت من بداياته في مجال العلاقات العامة، كانت وسيلة فعالة للتواصل؛ وأضاف سيلفر أن أجورن، في السياق الثقافي لتلك الفترة، كان يبدد معاداة السامية والصورة السلبية التي كانت تقدمها بعض المجموعات اليهودية عن الیشوف للعالم.
كتب المؤرخ في كلية كينيرت، جيوئا غودمان، أن صحيفة "فلسطين بوست" كانت "ذات قيمة كبيرة" من حيث دعاية الوكالة اليهودية، مشيرًا إلى أنه بينما كانت الصحيفة مستقلة ظاهريًا، إلا أنها كانت تعتبر "صوتًا شبه رسمي" لها. وأضاف غودمان أن أجورن كان يحظى بتقدير عالٍ، حيث كان يوجه مكتب الصحافة التابع للوكالة اليهودية ويؤمن بأن "أفضل دعاية تُنتج عبر وسائل غير رسمية". على الرغم من ذلك، وبالرغم من أن الصحيفة قد انفصلت عن البريطانيين بعد سبع سنوات، فقد أشاد المفوض السامي البريطاني، هارولد ماكمichael، بالصحيفة في الذكرى العاشرة لتأسيسها، قائلاً إنها "تعرض الحقائق بشكل عادل، وتحترم السرية، وتتجنب الإثارة أو التفاخر الزائف أو التلميحات الرخيصة".
كان موظفو الصحيفة يعرفون أجورن باسم "GA"، وكان يعاملهم جميعًا مثل العائلة المقربة، رغم أنه كان يدير الصحيفة "كمملكته الخاصة". من بين أول الصحفيين في الصحيفة كان ابن شقيقه، مارتن أجورنيسكي، الذي أصبح لاحقًا صحفيًا تلفزيونيًا أمريكيًا مشهورًا. ترك أجورنيسكي الصحيفة للعمل بشكل مستقل بعد عام، لكنه استمر في المساهمة فيها لعدة سنوات.
عندما اندلعت الثورة العربية في فلسطين في الفترة 1936-1939، وصل المزيد من الجنود البريطانيين، وارتفعت مبيعات الصحيفة لتصل إلى حوالي 20,000 نسخة؛ وأصبحت الصحيفة أكثر انتشارًا ونجاحًا خلال الحرب العالمية الثانية، عندما قضى الجنود الحلفاء وقتًا طويلاً في منطقة الشرق الأوسط. أصبح أجورن مراسلًا حربيًا، وغطى الحملة الإفريقية الشمالية من 1941 إلى 1943؛ كما زار تركيا في عام 1942 وكان هناك عندما غرقت السفينة "إم في سترومة" التي كانت تحمل لاجئين يهود من أوروبا، وهو ما لامه على الحلفاء.
كانت الصحيفة، جزئياً بسبب سياسة الانتداب البريطاني في فلسطين، تبذل جهودًا لتكون "صحيفة محاربة ضد النازية"، ولكن لم تتفق الجوانب دائمًا: استمرت الصحيفة في تغطية الإرهاب العربي مما أدى إلى رقابة على إحدى القضايا في عام 1936، وكتابة مقالات لاذعة ضد "الكتاب الأبيض" لعام 1939 (الذي فرضت فيه بريطانيا المزيد من القيود على اليهود الذين يعيشون في فلسطين) والترحيلات إلى موريشيوس، مما جعل الصحيفة مليئة بالمساحات البيضاء الفارغة. وكانت هذه الجهود هي التي جعلت "الصحيفة تحل عمليًا محل مكتب المعلومات التابع للحكومة الانتدابية كمصدر يعتمد عليه للصحافة الأجنبية"، على الرغم من أن موظفي الصحيفة كانوا يواجهون صعوبة في الوصول إلى العمل بسبب الحظر المتكرر والمواجهات مع دوريات الجيش والشرطة.
في يونيو 1945، عقب الحرب العالمية الثانية، طلب هانز مورغنثاو من أجورن أن يكتب إلى الرئيس الأمريكي هاري إس ترومان لإطلاعه على مزاج اليهود في فلسطين، لا سيما ردًا على "الكتاب الأبيض" لعام 1939. وأكد أجورن لمورغنثاو أنه إذا أظهرت الحلفاء دعمهم للقرار الصهيوني في فلسطين، فلن يكون هناك "أي مشكلة" مع العرب.
خلال حرب فلسطين 1947–1949، كانت الصحيفة تُنشر يوميًا (باستثناء يوم السبت) وكان يُقال إنها كانت حيوية للروح المعنوية. كانت مكاتب الصحيفة تتعرض بشكل متكرر لهجمات من قبل الفيلق العربي بسبب تأثيرها. مع قليل من الاستثناءات، كان أجورن يذهب إلى المكاتب يوميًا، وكان يسميها "المقامرة اليومية". في 1 فبراير 1948، استهدفت مكاتب الصحيفة قنبلة على شاحنة، مما أسفر عن مقتل ثلاثة أشخاص؛ لم يكن أجورن في مكتبه حينها. وعلى الرغم من الأضرار التي لحقت بالمكاتب، والتي كانت تضر بها بشكل أقل، فقد أصبحت "من الأهداف المفضلة للعرب". ومع ذلك، تم نشر النسخة التالية من الصحيفة، على الرغم من قصرها؛ التفجير، والشائعة التي تقول إن ضباطًا بريطانيين قد ساعدوا العرب في تنفيذه، أدت إلى تحويل ييشوف القدس إلى جبهة عسكرية، حيث تم إغلاق الشوارع وتحصينها. رفض أجورن مغادرة القدس، واستمر العمل في المكاتب المدمرة مع وجود مطبعة جديدة في مكان آخر، وأحيانًا كانت الصحيفة تُطبع في تل أبيب.
تمت إعادة تسمية الصحيفة إلى "جيروزاليم بوست" في 13 مايو 1950، احتفالًا بيوم استقلال إسرائيل بعد فترة وجيزة من إنشاء دولة إسرائيل. ومع عدم الحاجة إلى أن تظل الصحيفة مؤيدة لبريطانيا، تغيرت أيضًا أهداف الصحيفة، واستفاد المجلس من حقيقة أنها ستكون الصحيفة المحلية الفلسطينية الوحيدة التي يمكن لمعظم الدبلوماسيين الأجانب قراءتها، مما حولها إلى "وسيلة رئيسية" للدفاع عن إسرائيل.
في مناسبات مختلفة، شغل أغرون منصب المبعوث لمنظمة الصهيونية العالمية وكان عضوًا في المؤتمرات الصهيونية الدولية. في عام 1927، مثل المنظمة في مؤتمر الاستصلاح الدولي في هونولولو، وكان عضوًا في وفد الوكالة اليهودية عام 1945 إلى مؤتمر الأمم المتحدة بشأن المنظمة الدولية في سان فرانسيسكو الذي شهد تأسيس الأمم المتحدة. كما كلف بمهام خاصة للتحقيق في أوضاع اليهود في فلسطين، سالونيك، عدن، الهند، العراق، ورومانيا. خلال مهمته في الهند، شجع المجتمع اليهودي المحلي الصغير على تعزيز أهميته والمساعدة في نقل الصهيونية إلى شعوب الشرق، مما قد يكون شجع جوزيف سارغون على بدء نشر نشرة صهيونية هندية بعنوان "البوليتين اليهودي" في عام 1930. بحلول عام 1945، كان أغرون يكتب كموفد لصحيفة "الديلي تلغراف" و "إكسشينج تلغراف" من القدس. كما كان يزور سان فرانسيسكو في العديد من المناسبات، حيث أصبح معروفًا في المدينة وكان يتحدث في المنظمات المحلية.

### 1949–1959: مكتب المعلومات ورئاسة البلدية
بعد حرب فلسطين 1947-1949، تم إنشاء خدمات المعلومات الإسرائيلية، وهي ما اقترحه أغرون في يناير 1947 ("قسم العلاقات العامة المعاد تنظيمه والموسع")، وقد تم تعيينه رئيسًا لها؛ وعندما تولى دور رئيس المعلومات في يونيو 1949، أسقط اللاحقة "-سكي" من اسمه كنوع من التهويد، وأخذ إجازة من منصبه كأستاذ تحرير في صحيفة "ذا بوست". تم طلب منه تولي هذا المنصب خلال الحرب في برقية من موشيه شاريت؛ على الرغم من أنه قبل المنصب بدافع الواجب، كان يأمل في أن يتم تعيينه سفيراً لإسرائيل في بريطانيا. غادر أغرون منصب رئيس المعلومات في عام 1951 بعد أن طلب إعفاءه منه في أواخر عام 1950، مبررًا ذلك بعدم استقلاليته، حيث كانت مهامه تشمل مكاتب رئيس الوزراء ووزارة الخارجية ووزارة الداخلية، وكل منها كانت لها مصالحها الخاصة، بالإضافة إلى عدم وجود ميزانية كافية.
بدأ أغرون العمل في صحيفة "ذا بوست" بدوام كامل مرة أخرى في 15 فبراير 1951، مما سمح لتيد لوري بالاستمرار في منصب رئيس التحرير المؤقت بينما سافر هو إلى المملكة المتحدة والولايات المتحدة لاستكشاف الفرص الخاصة بحملات جمع التبرعات لصالح "النداء اليهودي الموحد". على الرغم من أنه حقق نجاحًا في هذا المجال، إلا أنه وجد السفر مرهقًا، مما جعله يتوقف عن هذه الأنشطة.
في سبتمبر 1955، تم انتخابه عمدة للقدس الغربية لمدة أربع سنوات، مما جعله يستقيل رسميًا من منصب رئيس تحرير الصحيفة. كان المنصب "شرفًا ومهمة حلم بها". تولى أغرون هذا الدور بعد فترة من التدخل الحكومي بسبب النزاعات الداخلية الفوضوية التي كانت تمنع الإدارة السليمة للمدينة. كعمدة، ورث العديد من المشكلات، وخاصة التحديات المالية بعد سنوات من الإنفاق الكبير في محاولة للتعافي من معركة القدس خلال حرب فلسطين. تحت قيادته، كانت هناك العديد من الخلافات الأقل في مجلس المدينة، وتلك التي حدثت كان يمكنه إنهاؤها بسرعة عن طريق تذكير المجلس بأن الوقت أيضًا يكلف المال.
خلال فترة ولايته، لعب دورًا رئيسيًا في تطوير القطاعات الغربية من المدينة، حيث جلب البنية التحتية والمرافق إلى الأحياء، وعزز فرص العمل من خلال تقديم إعفاءات ضريبية للشركات التي انتقلت إلى القدس وقامت بالتوظيف، مع تحسين جمع الضرائب "بشكل أكثر كفاءة". وعلى الرغم من العديد من الابتكارات التي قدمها، قيل إنه حافظ على طابع المدينة، وهو هدف محدد له. وأشاد المؤرخ هوارد مورلي ساشار بإنجازات المشاريع الثقافية والبنائية التي تم التخطيط لها والموافقة عليها من قبل أجرون، لكنه كان يواجه معارضين بسبب تحديث المدينة، حيث كان المحتجون يخلقون رسومًا كاريكاتورية له وهو يرتدي زي ضابط نازي. كان هناك معارضة محددة من التيار الأرثوذكسي بسبب افتتاحه للعديد من حمامات السباحة العامة. استمر في منصبه حتى وفاته في عام 1959.

## آراء حول الصهيونية واليهودية
كان أغرون شخصية صهيونية بارزة وذات تأثير كبير، وقد كان ينتمي إلى التيار الصهيوني العمالي في البداية ثم إلى الصهيونية العامة، وتوفي وهو ينتمي إلى حزب مباي (حزب عمال أرض إسرائيل). ومع ذلك، كان له آراء شخصية حول الإيديولوجية الصهيونية. في شبابه في فيلادلفيا، تأثر أغرون بشكل كبير بأعمال شمرياهو ليفين. أصبح رائدًا في مجال "الهسبارا" (الدعاية الصهيونية) بعد أن أصيب بخيبة أمل من السيطرة البريطانية على فلسطين.
رأى سيلفر أن ما جعل أغرون أكثر نجاحًا من غيره من الصحفيين الصهاينة الشباب في العشرينيات هو رفضه المهني لمبدأ الصهيونية المتعلق بنفي الشتات. وعلى الرغم من أنه كان يرغب شخصيًا في أن يكون جزءًا من اليسوف (المجتمع اليهودي في فلسطين) الذي يرفض تمامًا الشتات، إلا أنه كان يعتقد أن الطريقة الوحيدة لإنشاء هذا المجتمع وحمايته هي التفاعل مع الشتات ومع غير اليهود في الخارج، باستخدام العلاقات العامة والدعاية. في عام 1926، دافع عن المبلغ الكبير المدفوع لحاييم نحمان بياليك للقيام بجولة في الولايات المتحدة لكي يرفع شعره من شأن الدعاية الصهيونية هناك.
على سرير موته في عام 1959، وافق أغرون على إنشاء إصدار دولي لصحيفة جيروزاليم بوست، وهو ما اعتبرته الصحيفة اعترافًا "بأهمية الشتات المتزايدة". في نشرة خاصة بالذكرى الأربعين لتأسيس الصحيفة، أشارت جيروزاليم بوست إلى أن التوجيهات السياسية الأولية لأغرون بشأن الصحيفة كانت مكتوبة كبيان تجاري، لكنها "كانت في الواقع التعبير الذروي عن سنوات من التفكير في المسألة الصهيونية". ومع ذلك، أثناء زيارة له إلى الولايات المتحدة في عام 1952، يُقال إن أغرون صرح قائلاً: "نحن [شعب إسرائيل] لم نعد نهتم بموقف الآخرين... في الماضي، كانت العلاقات العامة اليهودية مسألة دقيقة... الآن، فقط أفعالنا هي المهمة".
كتب أغرون في عام 1925 أنه لبناء مجتمع ناجح في فلسطين، كان من الضروري أن يهاجر العديد من اليهود الأمريكيين، لكنه كان حذرًا في تحذيره بأن هؤلاء المهاجرين المحتملين يجب أن يفهموا تمامًا ما يعنيه الهجرة. في كتيبه عن الفيلق اليهودي، كان قد اقترح أن يكون اليهود الفلسطينيون (أولئك الذين استقروا قبل الحرب العالمية الأولى) هم أساس الاستيطان اليهودي في فلسطين.
عندما أشار أغرون إلى اليهود واليهود الفلسطينيين، كان يقصد اليهود الأشكناز فقط؛ فقد اعتقد أن السفارديم "مصريون تمامًا، ومُعربون".
بفضل خبرته في السياسة، كان أغرون، الذي لم يكن من أنصار الأحزاب السياسية إلى حد كبير، يؤمن بأن إسرائيل بحاجة إلى أن تصبح دولة الحزب الواحد، حيث وجد أن هناك أحزاباً كثيرة للغاية بحيث لا يمكنها العمل معاً بشكل فعال. كانت آراؤه حول جعل إسرائيل مثمرة هي أنها بحاجة إلى "الصهيونية، وجيش قوي، وإدارة جيدة، وعمل منظم جيدًا". كتب سيلفر أن أغرون تولى في البداية دورًا مساعدًا في الصهيونية الفلسطينية، وكان متضاربًا بشأن كونه مدافعًا عن الصهيونية خارج فلسطين لفترة أطول من الفترة التي عاش فيها هناك؛ ووصف سيلفر فترة العشرينيات بأنها "فترة التحسس الوجودي" لأغرون.

## العائلة
حتى وفاته، كان أغرون متزوجًا من إيثيل (التي كانت تحمل اسم لِيبشوتز)، ابنة نصف أخته آنا أغرونسكي؛ تزوجا في أبريل 1921 في الولايات المتحدة. أخبر أغرون زوجته فقط بعد زواجهما أنه كان يتوقع منها الهجرة إلى فلسطين معه، وهو ما قامت به على مضض. عندما انتقلوا إلى القدس، عاش الزوجان في البداية في شارع الملكة ميليساند، ثم انتقلا إلى فيلا فسيحة في رحافيا، في 4 شارع راشبا. كان لهما ثلاثة أطفال: الابن داني أغرون (1922–1992)، الذي تزوج من هاسيا ليفي-أغرون؛ الابنة فاردة تامير (1926–2008)، التي تزوجت من أفراهام تامير؛ والابنة (يهوديت) جوديث ميندلسون (1924–2006)، التي تزوجت من هارفي ج. ميندلسون وعاشت في كليفلاند.
عندما كان أطفال أغرون صغارًا، التحقوا بمدرسة جمعية الآباء التعليمية التي كانت تديرها ديبورا كالين في القدس. كانت مدرسة متقدمة ولكن صارمة، وكان يذهب إليها أيضًا أطفال معاصري أغرون، وكان مقرها في منزل هيلا سلاسي، بالقرب من منزل أغرون. لم يبقوا هناك طويلاً، إذ اندلعت الحرب العالمية الثانية. كان أغرون وشخصيات أخرى بارزة قلقين من أنه إذا غزا النازيون فلسطين، فسيكون الشخصيات البارزة أولى الأهداف. لذا أرسل أطفاله إلى الكيبوتسات، حيث عاشوا طوال فترة الحرب. في عام 1993، عكست فاردة أن هذه المحاولة للحماية كانت ساذجة، ولكن الوعي بالمحرقة لم يصل إليها إلا بعد الهجرة ما بعد الحرب. وأشارت إلى أنها كانت تجد صعوبة في التعاطف مع الناجين من الهولوكوست الذين وصلوا، وقالت إن ذلك كان بسبب "غرور غير مبرر" ناتج عن التعليم الصهيوني الذي كان يرى اليهود غير الفلسطينيين كـ "آخرين".
التحق أطفال أغرونسكِي بمدرسة بيت هكيرم الثانوية، حيث كانت فاردة زميلة في الصف مع أفشالوم حفيظ وسمويل كوفمان، ابن يهوذا إيفن شموئيل. شعرت أن جيلها كان خاضعًا لـ "غسل دماغ" صهيوني في المدرسة والمجتمع. كانت فاردة الوحيدة من بين إخوتها التي تخرجت من المدرسة الثانوية؛ فقد تم طرد داني مرارًا بسبب سلوكياته السيئة، وأُرسل إلى حيفا في سن المراهقة، حيث التحق بمدرسة مهنية وعاش مع والدي عيزر وايزمان، بينما كانت جوديث (وفقًا لأختها) أكثر اهتمامًا بأعمال المنزل.
إيثيل وُلدت بإسم إيثيل ليبشوتز. التحقت بمدرسة ويليام بن الثانوية وكلية غوشير، حيث تم انتخابها كعضو في جمعية فاي بيتا كابا الشرفية في عام 1917. في فلسطين، خدمت في الحياة العامة؛ حيث عملت مع منظمة هداسا الصهيونية النسائية في أمريكا في أمريكا وكانت عضوًا في مجلس هاداسا في فلسطين وإسرائيل. بشكل خاص، كانت رئيسة لجنة خدمات الشباب في هاداسا، وفي عام 1948، كانت رئيسة مجلس هاداسا في فلسطين. كان هذا المجلس عادةً يضم زوجات شخصيات اجتماعية في مجلسه، بما في ذلك إيثيل أغرونسكي؛ وقد أخذت دورها على محمل الجد، حيث قامت بحملات من أجل الأطفال وكتبت لمجلة هاداسا. من خلال عملها الدعوي، تم تعيينها في لجنة الاستشارات للخدمات الاجتماعية التابعة للحكومة الإسرائيلية. خلال حرب إسرائيل وفلسطين، ساعدت إيثيل في إدارة مراكز هاداسا الطبية الطارئة في مواقع سرية وغالبًا بدون ماء أو كهرباء أو إمدادات، لعلاج الضحايا.
دانيال "داني" (المعروف أيضاً باسم داني)، وُلد في نيويورك ولكن نشأ في فلسطين؛ كان جزءاً من اللواء اليهودي والهاجاناه، وكان مهرب أسلحة لجيش الدفاع الإسرائيلي خلال حرب فلسطين-إسرائيل، كما أسس مع شمعون بيريز . شركة الصناعات الجوية الإسرائيلية. كان داني أغرون من الشخصيات البارزة في "الهاغاناه"، حيث كان يدير مدرسة الطيران السرية وطياريها، بالإضافة إلى بعض القضايا الجوية الأخرى، بما في ذلك حول روما التي كانت تُعد أرضاً انتقالية للمتطوعين للقتال من أجل إسرائيل ضد فلسطين. قاد طياري "ماحال" المتطوعين، وأرسلهم حول أوروبا والعالم لتعلم الطيران على أي طائرات استطاعوا الحصول عليها، بما في ذلك الطائرات الألمانية السابقة من الحرب العالمية الثانية. عاش في العديد من الفنادق، واستقر في فندق "إكسلسيور" في روما في نفس الوقت الذي كان يقيم فيه شخصيات مثل أورسون ويلز، حيث كان يسمح له هناك بأن يبقي كلباً. حول غرفته إلى مقر للاتصالات.
في وقت لاحق من الحرب، قام داني أغرون بتجنيد الطيارين الأمريكيين جاك وينرونك (لقيادة مدرسة الطيران) وداني روزين (ليكون مدرباً). على الرغم من حبه للطائرات، إلا أن داني لم يتمكن من الطيران بنفسه. فقد كان يعاني دائماً من ضعف في النظر، وفي عام 1956، دهس لغم أرضي أثناء أزمة السويس وفقد إحدى ساقيه. في الستينات، بدأ وأدار شركة "ميروم لخدمات الطيران"، وهي شركة للرش الجوي. في السبعينات، عمل داني أغرون كمدير أعمال لصحيفة "جيروزاليم بوست". كما كان معروفاً بأنه نحات خشب ماهر. في مراحل لاحقة من حياته، عانى من مشاكل نفسية.
كانت عائلة أغرون واحدة من أغنى العائلات في القدس حتى عندما استقرت هناك لأول مرة، وأصبحت أكثر راحة مع تقدم أغرون في مسيرته. ومع ذلك، فقد صنع "علامة من المثالية البرجوازية" لتناسب معايير الصهيونية والمجتمع اليهودي في فلسطين، متظاهرًا بأنه يملك ويعيش حياة بسيطة. كما أشار سيلفر إلى أن أغرون كان واعيًا جدًا بنفسه وقلقًا بشأن تحقيق النجاح، وكان يسعى لإخفاء ذلك. بالإضافة إلى ذلك، كان يستقبل العديد من المهاجرين إلى إسرائيل قبل أن يستقروا، ويوفر وظائف للعديد من الصحفيين الطموحين من جميع أنحاء العالم في صحيفة "ذا بوست". في زيارة له إلى الولايات المتحدة في عام 1952، "تأمل بتكاسل" في ردهة فندق ساكسوني الفاخرة ثم انتقد الاستهلاك المفرط.
على الرغم من أن العائلة كانت تعتبر إلى حد ما من الغرباء في المؤسسة الإسرائيلية، حيث كان يُنظر إليها على أنها أمريكية، إلا أنها كانت تتمتع بصداقة مع شخصيات بارزة وكانت تحظى بشعبية في الحياة الاجتماعية في القدس: "كان الصحفيون الأجانب والإسرائيليون، العرب، الإنجليز، واليهود جميعهم يلتقون في منزل أغرون للتحدث عن السياسة وتناول الشاي." كانوا في قلب الحياة الاجتماعية منذ وصولهم.

## الوفاة
تم قبول أغرون في مركز هاداسا الطبي في بداية سبتمبر 1959 لإجراء عملية روتينية على الكبد لعلاج السرطان. بعد الجراحة، أصيب بالتهاب رئوي وتوفي بسبب هذا العدوى في 1 نوفمبر 1959 عن عمر يناهز 65 عامًا. قبل عام من وفاته، وافق على فتح مسبح عام سيتم فيه دمج الرجال والنساء للسباحة معًا؛ حيث وضع الحاخامات المتشددون من محكمة الإيدا هاريديت عليه اللعنة المعروفة باسم "بولسا دينورا" بسبب ذلك، وقد تم نسب وفاته المبكرة إلى هذه اللعنة. قالت مجلة "ذا كنديانيش جويش ريفيو" إنه "توفي بعد مرض طويل". في وقت وفاته، كان أغرون يترشح لإعادة انتخابه كعمدة للقدس، وكان من المقرر أن تُجرى الانتخابات في 3 نوفمبر 1959.
أقيمت له جنازة رسمية حضرها أكثر من 40 ألف شخص، وألقى شاريت كلمة رثاء وصفه فيها بأنه "أحد أعظم الشخصيات في الحركة الصهيونية". تم دفنه في هار هامينوخوت، بالقرب من قبري بيريتس سمولنسكين وجوزيف كلاوسنر.

## الإرث والتأثير

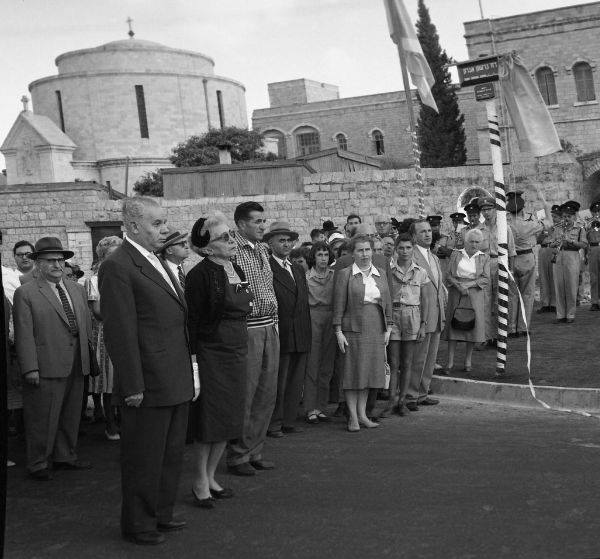
تم افتتاح شارع جرشون أغرون في أكتوبر 1960، ويظهر في المقدمة خليفة أغرون في منصب رئيس البلدية مردخاي إيش شالوم.

شارع أغرون في وسط القدس ومركز أغرون هاوس، المقر الرئيسي السابق لجمعية الصحافة الإسرائيلية، تم تسميته. تم وضع حجر الزاوية في منزل أغرون في 10 أكتوبر 1961 من قبل شاريت؛ في إشادة في حفل حجر الزواية ، قال غولدشتاين أن أغرون كان "صحفيًا ممتازًا" ، مشيدًا أيضًا بخدماته كسفير لإسرائيل والصهيونية:
في كل مكان ذهب إليه، لم يكن يعكس فقط ضوء الصهيونية، بل كان يبعثه لليهود وغير اليهود. شخصيته الدافئة والمتألقة أسرت العديد من القلوب، ونهجه البارع وغير المقيد أسَر العديد من العقول. كان جرشون يطفئ معارضيهم، ويحول المحايدين إلى مؤيدين، والمناصرين إلى متحمسين.
في عام 1950، قيل عنه إنه "أحد المتحدثين الأكثر نفوذاً وشجاعة باسم اليشوف". في عام 2012، قال أولف هانرز إن أغرون كان "بطلاً ثقافياً للصحافة الإسرائيلية".
تُحفظ الأوراق الشخصية لغرشون أغرون في الأرشيف الصهيوني المركزي في القدس. وقد نُشرت مذكراته بعد وفاته في عام 1964.

## فهرس
- Agronsky، Gershon (1927). Jewish Reclamation of Palestine. OCLC:56843116.
- Agronsky، Gershon (1928). The View of a Palestinian: A Letter from one American in Palestine to another. OCLC:22032319.
- Agronsky، Gershon (1928). Ten Years of Zionist Activity in Palestine. OCLC:173026923.
- Agronsky، Gershon (1948). Palestine After the Mandate. OCLC:1117113179.
- Agron، Gershon (1956). Portrait of Jerusalem: Contemporary Views of the Holy City. OCLC:19295487.